# 四国ホーム
四国ホーム株式会社（しこくホーム）は、愛媛県松山市中村に本社を置く住宅メーカー。三井ホームの持分法適用関連会社で、三井ホームのハウジングパートナーである。

## 沿革
- 1984年10月 - 「四国中央ホーム株式会社」設立。
- 1998年4月 - 松山市中村に本社屋を建設し移転。
- 2013年4月 - 新四国ホーム株式会社と統合し、「四国ホーム株式会社」に商号変更[2]。
- 2024年4月 - 三井ホームの100％子会社となる。

## 事業所
- 愛媛本社・愛媛支社・愛媛営業所 - 愛媛県松山市中村2-8-18
- 香川支社・香川営業所・コンサルティング営業所 - 香川県高松市伏石町2061番地7